# Costa Barcelona

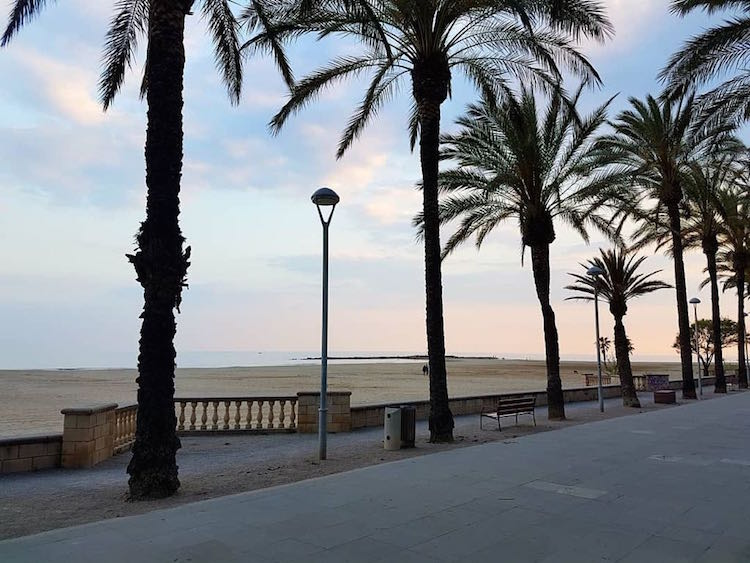
Vilanova i la Geltrú maakt deel uit van de Costa Barcelona

Costa Barcelona is een regio in het Spaanse Catalonië. Deze regio bevindt zich tussen de Costa Brava (de kuststrook boven Costa Barcelona) en Costa Daurada en is een 100 kilometer lange kuststrook aan de Middellandse Zee. (onder de kuststrook van Costa Barcelona). Sinds 2012 is deze regio officieel erkend door de Catalaanse overheid.

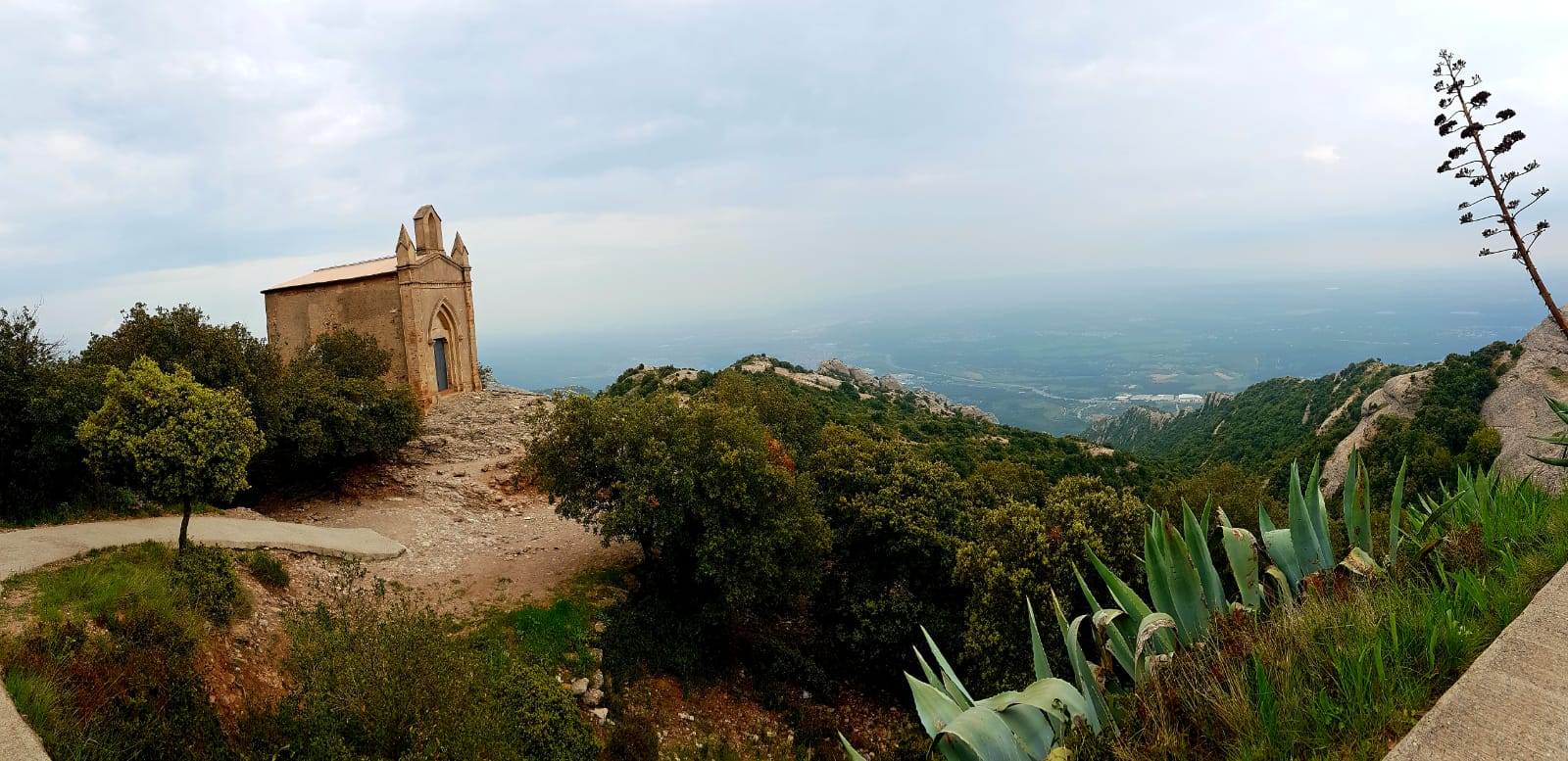
Uitzicht over Costa Barcelona vanaf Montserrat

Costa Barcelona bestaat uit de regio's Maresme, Baix Llobregat, Garraf, Alt Penedès, Vallès Occidental en Vallès Oriental. Samen met 'Paisatges Barcelona' en Pirineus Barcelona vormt Costa Barcelona de regio Barcelona.

De hoofdsteden van de regio’s van Costa Barcelona zijn Mataró (Maresme), Sant Feliu de Llobregat (Baix Llobregat), Vilanova i la Geltrú (Garraf), Vilafranca del Penedès (Alt Penedès), Terrassa en Sabadell (Vallès Occidental) en Granollers (Vallès Oriental). Costa Barcelona heeft in totaal 159 gemeenten met een oppervlakte van 3.095,64 vierkante kilometer. De zes regio’s maken deel uit van de provincie Barcelona en bevinden zich allen in de buurt van de kust.